# 中浜稔
中浜 稔（なかはま みのる、1944年（昭和19年） - ）は、兵庫県出身の墨絵画家。淡路市には公立の個人美術館である淡路市立中浜稔猫美術館があり、中浜が寄贈した約120点の作品を展示している。

## 経歴

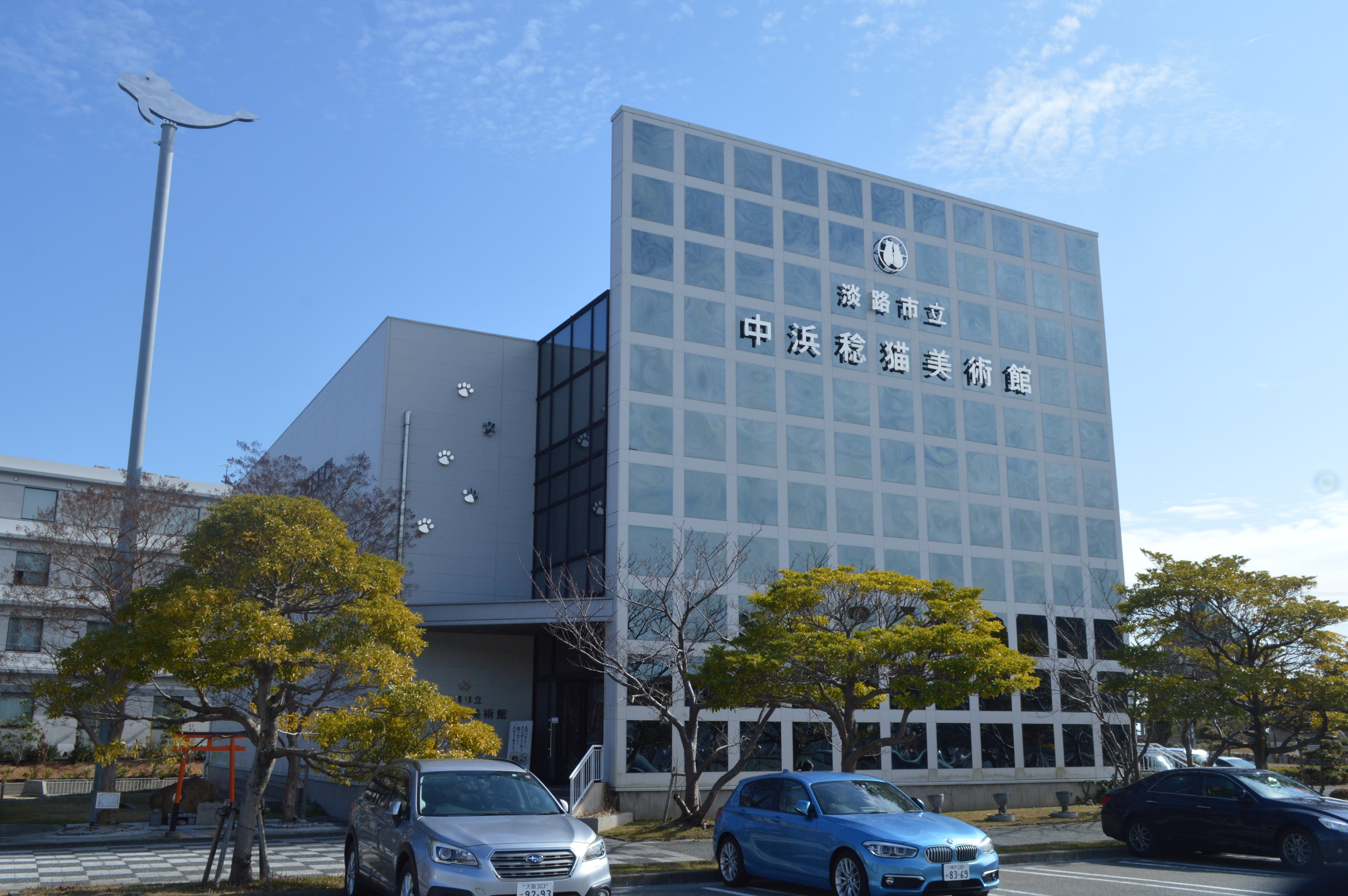
淡路市立中浜稔猫美術館

1944年（昭和19年）、兵庫県の淡路島に生まれた。津名郡東浦町（現：淡路市）で育ち、東浦町立浦小学校などを卒業している。1968年（昭和43年）から大阪府にて商業建築業で生計を立てていた。
29歳の時、愛猫のタワシが寝る姿を見て猫の墨絵を描くようになった。1977年（昭和52年）に猫を通して自然や人間を考える「にゃん友会」を設立し、猫画の展覧会を百貨店やギャラリーで開催するようになる。1984年（昭和59年）には南画家の直原玉青に師事。1992年（平成4年）には大阪市梅田の大丸百貨店で「猫の1000態展」を開催した。
2000年（平成12年）3月15日、中浜の作品を展示する東浦町立中浜稔猫美術館が開館した。当時から現在に至るまで大阪府在住だが、毎月の頻度で猫美術館に通って墨絵教室を開催している。
2001年（平成13年）には東久邇宮記念賞を受賞した。以降は中浜稔美術館の周年記念として百貨店や美術館でのイベント開催を行っており、2005年（平成17年）8月に神戸・大阪そごう百貨店で美術館開館5周年イベント「ホッコリワールドの猫たち展」を、2010年（平成22年）には神戸北野美術館にて10周年イベントを開催している。

## 役職
- CATスタジオ代表
- USD協会理事
- にゃん友会会長
- 近鉄文化センター講師
- 読売文化センター講師
- 日本動物愛護協会評議員

## 著書
- 中浜稔『ニャンニャン大学』たまいらぼ出版、1988年
- 中浜稔『IPのわかる本』モード学園、1992年
- 中浜稔『ねこじゃねこじゃ 中浜稔すみ絵の世界』誠文堂新光社、1991年
- 中浜稔『ねこの四季 中浜稔の世界』誠文堂新光社、1992年
- 中浜稔『墨で描く猫百態』東方出版、2005年
- 中浜稔『はじめての墨猫』源、2010年

挿絵担当
- 難波利三（文）、中浜稔（絵）『猫はもちろん猫だけど』JDC出版、1995年